# Školní lavice a pravice
Školní lavice a pravice (v anglickém originále The Kid Is All Right) je 6. díl 25. řady (celkem 536.) amerického animovaného seriálu Simpsonovi. Scénář napsal Tim Long a díl režíroval Mark Kirkland. V USA měl premiéru dne 24. listopadu 2013 na stanici Fox Broadcasting Company a v Česku byl poprvé vysílán 15. května 2014 na stanici Prima Cool.

## Děj
Líza se spřátelí s novou studentkou Isabel Gutierrezovou. Je nadšená, dokud Isabel neprozradí, že je republikánka. Obě dívky proti sobě kandidují na předsedkyni třídy a Springfieldská republikánská strana Isabel sdělí, že její členové jsou jejím rozhodnutím nadšeni a chtějí jí nabídnout své služby, protože ona je typem latinskoamerického voliče, kterého bude strana v budoucnu potřebovat. Isabel jim však řekne, aby se stáhli, protože se jimi nenechá „vlastnit“. Strana se přesto rozhodne použít špinavé triky a Líza se na Isabel zlobí, když si myslí, že její spolužačka tyto akce podpořila, ale respektuje ji, když se dozví, že se místní republikánci chovají jen jako blbci. Při třídní debatě Líza shromážděným studentům řekne, že pokud ji víra v to, že ti, kteří mají hodně, by měli pomáhat těm, kteří nemají nic, činí liberálkou, pak ano, je liberálka a je na to hrdá. Při závěrečné debatě odcházejí obě dívky z podia a Isabel říká, že chtějí nechat politiku stranou a budou rády za to, kdo z nich vyhraje. Líza chce říct totéž, ale je přerušena inspektorem Chalmersem s tím, že jim vypršel čas. Volby v těsném hlasování vyhraje Isabel, ale Lízu nesmírně povzbudí výstupní průzkum, který ukazuje, že 53 % studentů souhlasí s jejími názory. Říká, že to znamená, že ji nemají rádi, ale volili by někoho, kdo sdílí její myšlenky, a to je šťastný konečný výsledek. 
Epizoda končí tím, že Líza, kandidující na kandidátce Srážky demokratů s roboty a zombie, a Isabel, kandidující za republikány, se účastní prezidentské debaty během prezidentských voleb ve Spojených státech v roce 2056, přičemž Líza na otázku Andersona Coopera ohledně vystoupení Spojených států z války v Afghánistánu odpoví, že by hodila ručník do ringu a udělala z Afghánistánu stát. Postarší Homer Simpson, jenž sleduje volby v televizi, spolu se svým protějškem Hobou z Musicvillu hrdě zvolá: „To je moje holka!“.

## Přijetí
Dennis Perkins z The A.V. Clubu udělil dílu hodnocení B−: „Jestli má Školní lavice a pravice nějakou větší chybu, tak tu, že prostě není moc vtipná. Longoria nepřináší nic a po cestě je nedostatek citovatelných hlášek. (Nehledě na Skinnerovu radost, když vidí Lízu ‚důkladně odrovnanou‘.) Po většinu času (není tu žádný béčkový příběh) se zdá, že se díl se spokojí s tím, že Líza dostane lekci z obyčejné slušnosti Lízy Simpsonové, a to mi kupodivu nevadilo. Yeardley Smithová jako vždy vtiskla Líze opravdové srdce. To, že si Simpsonovi na chvíli odpočinou od zrychlujícího se propadu do gagové ujetosti a začnou vyprávět příběh založený na postavách, nemusí být pro Simpsonovy nutně špatně.“.
Epizoda získala hodnocení 3,0 a sledovalo ji celkem 6,78 milionu lidí, což z ní ten večer udělalo nejsledovanější pořad v rámci bloku Animation Domination.